# Cyanopepla chloe
Cyanopepla chloe är en fjärilsart som beskrevs av Druce 1883. Cyanopepla chloe ingår i släktet Cyanopepla och familjen björnspinnare. Inga underarter finns listade i Catalogue of Life.